# Forstwald en Laschenhütte
Forstwald en Laschenhütte is een woongebied in de Duitse deelstaat Noordrijn-Westfalen. Forstwald en Laschenhütte vormen samen één bebouwde kom, maar ze bestuurlijk verdeeld over twee gemeenten en districten, te weten het stadsdistrict Krefeld en de buurgemeente Tönisvorst, die tot het het district Viersen hoort.

## Forstwald
Forstwald is een stadsdeel van het stadsdistrict Krefeld met 3561 inwoners (stand: 31 december 2009).
Het gebied hoorde oorspronkelijk tot de voormalige gemeente Vorst, die sinds 1970 een stadsdeel is van het tegenwoordige Tönisvorst. Dit gebied is destijds aan de Krefeldse koopman Gerhard Schumacher verkocht.
Schumacher beboste dit onderdeel van de Sankt Tönisse Heide met pijnbomen. Maar deze eerste bebossing werd door een bosbrand vernietigd. De tweede bebossing met het vandaag nog bestaande wegennet was duurzaam. In 1929 werd het gebied van de toenmalige gemeente Vorst afgestaan en kwam officieel onder het bestuur van de gemeente Krefeld. Forstwald geldt als een van de beste woonomgevingen in Krefeld.
Een bekende gebeurtenis uit het verleden is de Slag bij Krefeld (ook bekend als Slag aan de Hückelsmay) tijdens de Zevenjarige Oorlog, die destijds plaatsvond bij de landweer binnen het Forstwaldse bos.
Forstwald ligt in het uiterste zuidwesten van het stadsdistrict Krefeld en grenst in het oosten aan het stadsdeel Fischeln, in het noordoosten aan het stadsdeel Benrad-Süd.
Bovendien grenst Forstwald in het westen en het noordwesten aan de gemeente Stadt Tönisvorst en in het zuiden aan de gemeente Stadt Willich. Beide buurgemeenten horen bij de Kreis Viersen.
Forstwald is door de stoptreinhalte "Forsthaus" aan de spoorlijn Mönchengladbach ↔ Krefeld-Oppum verbonden, en bovendien door vier buslijnen van de Stadtwerke Krefeld (SWK) ook aan Krefeld en het district Viersen.
De aansluiting "Krefeld-Forstwald" verbindt in zuidelijke richting
de vanuit Krefeld naar Mönchengladbach verlopende Bundesstraße 57 met de Autosnelweg A44.

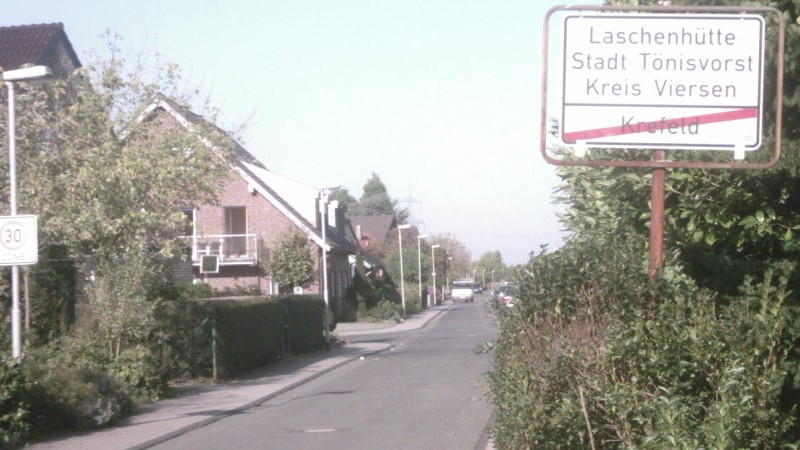
Het witte kombord van Laschenhütte, gezien vanuit Forstwald.

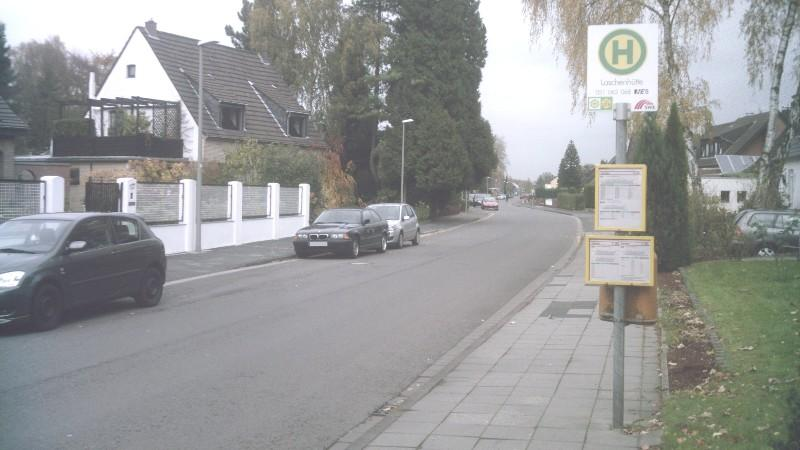
De bushalte "Laschenhütte" op de Krefeldse Hochbendweg.

## Laschenhütte
Aan de noordelijke rand van Forstwald bestaat er een bijzonderheid. Hier gaat de bebouwde kom van Forstwald voorbij aan de gemeente- en ook districtsgrens, die hier door een wit kombord wordt aangeduid, wat in Duitsland niet gebruikelijk is. Het gebied van Laschenhütte bestaat maar uit enkele straten en huizen. Het vormt eigenlijk geen aparte plaats, maar is niet meer dan een aanhangsel van de plaats Forstwald.
Administratief gezien hoort Laschenhütte echter tot de gemeente Tönisvorst en daarmee ook tot het district Viersen. De inwoners van Laschenhütte hebben dan ook Viersense autokentekens, beginnend met VIE-. De bushalte met de naam "Laschenhütte" bevindt zich echter op de Hochbendweg, een straat die ligt op het grondgebied van Krefeld.

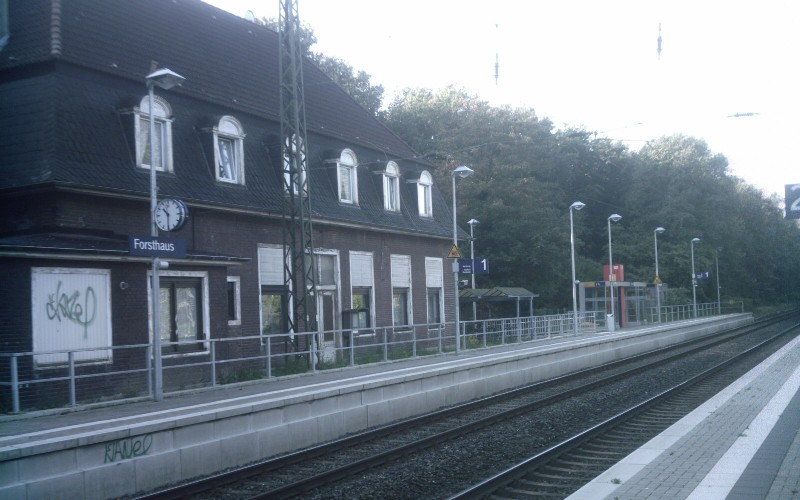
Stoptreinhalte Forsthaus met het voormalige stationsgebouw.

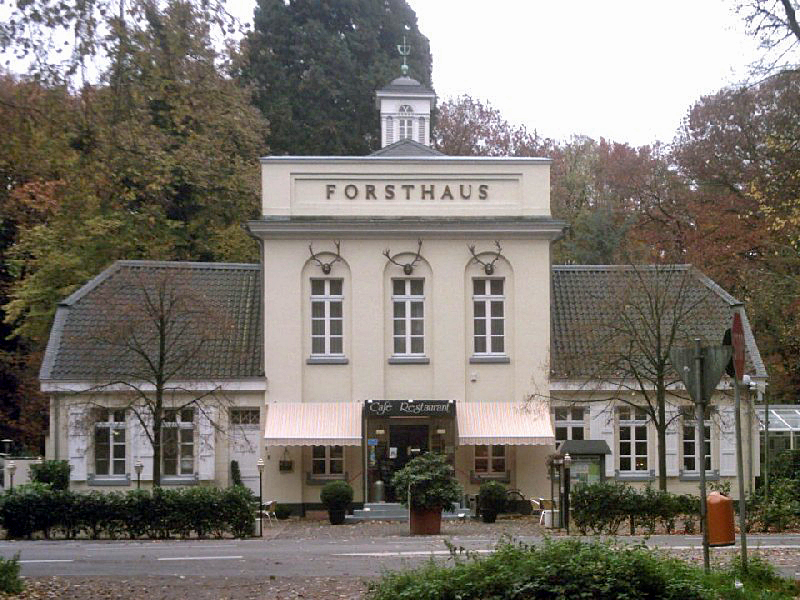
Het Forsthaus is een tot een uitstapje verbouwd voormalig boswachtershuis.

## Het station Forsthaus
Even om de hoek vanuit het bovengenoemde bushalte "Laschenhütte" bevindt zich op een afstand van ca. 100-200m
de (eveneens op Krefelds gemeentegebied liggende) lokale stoptreinhalte.
Opvallend is, dat ze anders dan gewoon niet de naam draagt van de plaats, waar ze bijhoort, in plaats daarvan heet het station zomaar "Forsthaus", wat op Nederlands niets anders betekent dan "boswachtershuis".
Dit komt daardoor, dat het station ouder is dan de plaats zelf: de stoptreinhalte bestaat al sinds 1896.
Een oude Pruisische kaart uit deze periode toont binnen het gebied van het hedendaagse woongebied Forstwald maar een enkel huis: het boswachtershuis.
In de laatste jaren van de 19e eeuw ontdekten steeds meer mensen uit de nabije stad Krefeld het bosgebied Forstwald als doel van een uitstapje, om deze reden werd er in 1896 een treinhalte aangelegd. Het stationsgebouw stamt van een latere datum. Na de opening van de halte is het hedendaagse woongebied Forstwald geleidelijk ontstaan. Het voormalige boswachtershuis zelf is na 1929 door de gemeente Krefeld verbouwd tot een exclusief uitstapje (zie foto rechts) met aan de achterkant een klein dierenpark.

## Overig

### Dialect
De oorspronkelijke lokale Nederrijnse streektaal hoort samen met het Limburgs bij de zogenaamde Zuid-Nederfrankische dialecten, maar ze wordt in een verstedelijkte omgeving zoals hier nauwelijks nog gesproken.

### Afstand naar Nederland
De kortste afstand naar Nederland (Venlo, Groote Heide) is hemelsbreed gemeten ca. 20,5 km (vanaf het station "Forsthaus").

### De nabije omgeving
| plaatsen in de buurt | plaatsen in de buurt | plaatsen in de buurt | plaatsen in de buurt | plaatsen in de buurt |
| -------------------- | -------------------- | -------------------- | -------------------- | -------------------- |
| Kehn                 |                      | Sankt Tönis          |                      | Benrad               |
|                      |                      |                      |                      |                      |
| Vorst                | Fischeln             |                      |                      |                      |
|                      |                      |                      |                      |                      |
| Anrath               |                      | Holterhöfe           |                      | Willich              |